# Povos indígenas do Mato Grosso

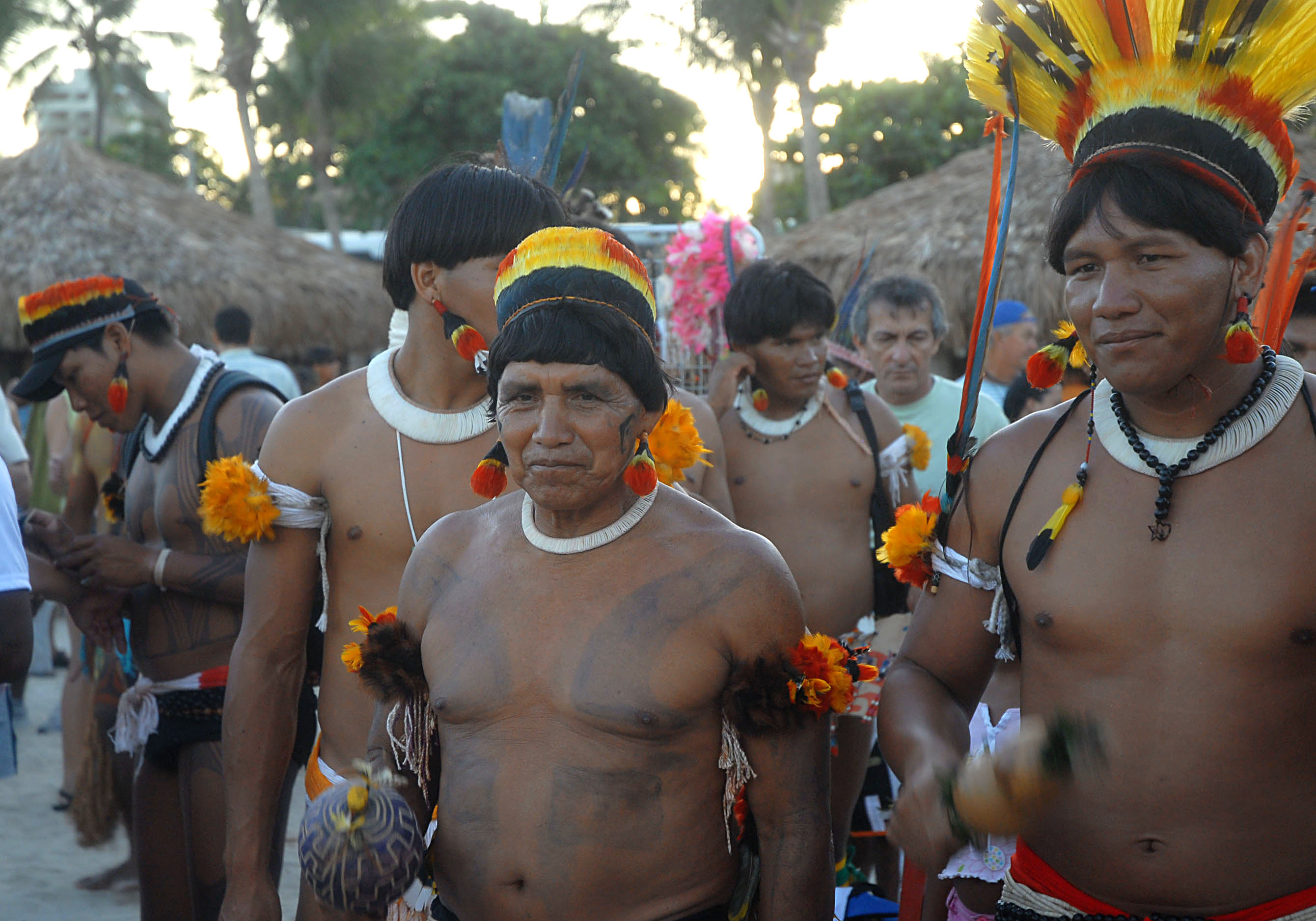
Índios da etnia cuicuro.

Os povos indígenas do Mato Grosso encontram-se, atualmente, em um crescimento populacional, depois da redução demográfica da década de 1970. Das cerca de 817 mil pessoas no Brasil que se autodeclararam indígenas, 42 538 pessoas são de Mato Grosso, de acordo com o censo da IBGE realizado no ano de 2010. Em números absolutos, o estado do Amazonas é o que apresenta a maior população indígena declarada, com 168 680 mil habitantes. Mato Grosso aparece na lista com a sexta maior população, ficando atrás de Roraima (49 637), Pernambuco (53 284), Bahia (56 381), Mato Grosso do Sul (73 295) e Amazonas (já mencionado anteriormente). Dos 141 municípios do estado, 55 contam com terras indígenas, segundo a FUNAI.
O estado de Mato Grosso, entre outras terras indígenas, abriga o Parque Indígena do Xingu; ela caracteriza-se pelo fato de ser a primeira terra indígena a ser homologada pelo governo federal, pela sua extensão territorial, que conta com mais de 27 000 quilômetros quadrados (aproximadamente 2 800 000 hectares, área quase igual ao tamanho do estado de Alagoas) se incluir as terras indígenas Batovi e Wawi, e também por conta da diversidade de povos indígenas na qual vivem no parque. Atualmente vivem, no total, aproximadamente, 5 500 índios de dezesseis povos diferentes em seu território. Contanto, muitos indígenas habitam em áreas urbanas também.
Os povos indígenas mato-grossenses se caracterizam por baixa densidade demográfica. Em compensação, no entanto, há muitos povos, como os xavantes, bororos e cuicuros, por exemplo.
Desde o século IX, já tinham, na região do alto rio Xingu, grandes aldeias indígenas em formato circular na qual abrigavam, cada uma, até 2 000 indivíduos. Essas aldeias, em questão, eram cercadas por fossos e paliçadas e, também, eram interligadas entre si por estradas de até quarenta metros de largura, dando forma a uma rede de aldeias que veio a abrigar, em totalidade, até cinquenta mil pessoas. Essa rede de aldeias chegou ao seu auge no século XIII, chegando a desaparecer antes mesmo da chegada dos primeiros europeus à região. A maior dessas aldeias recebeu o nome de Kuhikugu.
No século XVI, na época em que os europeus começaram a chegar à região do atual estado de Mato Grosso, ela era povoada por uma abundante variedade de povos indígenas que, de maneira principal, eram de quatro grupos linguísticos: tupi, macro-jê, aruaque e caribe.
A partir da década de 1980, o cultivo da soja introduzido por migrantes da Região Sul do Brasil com apoio do governo federal cresceu em enorme escala em Mato Grosso, levando este, na década seguinte, a atingir o primeiro lugar na produção dessa leguminosa no país. Essa expansão agrícola, incluindo a expansão da criação de gado bovino, vem gerando, no entanto, preocupações relativas ao desmatamento e aos conflitos entre posseiros e indígenas pela posse da terra.
A cultura mato-grossense sofre forte influência dos indígenas, através de seus costumes e tradições. A presença do artesanato é significativo e expressivo, representando o modo de vida de cada tribo. Preservam a arte de confeccionar cocar, colares, brincos e pulseiras, usando-se das matérias-primas vindas da natureza, como sementes, penas e pigmentos.